# Adja Konteh
Adja Konteh, née le 5 mars 1992 à Nantes (Loire-Atlantique), est une joueuse de basket-ball française évoluant au poste d'arrière.

## Biographie
À l'issue de sa formation à l'INSEP, elle rejoint le club d'Arras en Ligue féminine de basket.
En équipe de France, elle remporte le titre de championne d'Europe cadettes 2007 avec une année d'avance, puis une médaille de bronze l'année suivante. En 2009, elle obtient une septième place au Mondial juniors 2009, puis une 6e place au Mondial juniors 2011. Elle y marque en moyenne 10,1 points par rencontre à 34,7 % et 4,5 rebonds.
Après deux saisons à Arras, elle rejoint Aix où elle la première rotation d'un cinq majeur très sollicité. En janvier 2013, elle inscrit 28 points à 11/15, avec 4 rebonds, 3 passes décisives, 5 interceptions, pour une évaluation de 32 contre Lyon. Après le retrait d'Aix de la LFb, elle rejoint Saint-Amand l'été 2013.
Elle figure dans la présélection de l'équipe de France pour l'Euro 2013.
Lors de la seconde rencontre de championnat avec le Hainaut, elle se blesse gravement au genou face à Toulouse, ce qui clôt sa saison (11 points, 3 rebonds et 5,5 passes décisives pour 11,5 d’évaluation). Elle revient lors de sa seconde saison pour 15 matches avec 9,9 points et 2,3 rebonds de moyenne et signe pour 2015-2016 à Tarbes en Ligue 2.
Elle est présélectionnée en équipe de France de basket-ball en vue de la Coupe du monde 2018, mais elle n'est pas retenue dans la sélection finale.
En décembre 2018, elle met un terme prématuré à sa saison à Tarbes pour cause de maternité.

## Clubs
| Saisons   | Équipe                             | Pays   |
| 2007-2010 | INSEP                              | France |
| 2010-2012 | Arras Pays d'Artois Basket Féminin | France |
| 2012-2013 | Pays d'Aix Basket 13               | France |
| 2013-2015 | Saint-Amand Hainaut Basket         | France |
| 2015-2019 | Tarbes Gespe Bigorre               | France |

## Palmarès

### Équipes de France
- 6e Mondial 19 ans et moins en 2011
- 7e Mondial 19 ans et moins en 2009
- Championnat d'Europe 18 ans et moins en 2009
- Championnat d'Europe 16 ans et moins en 2008
- Championnat d'Europe 16 ans et moins en 2007
- Médaille d'or des Jeux de la Francophonie 2017[12]